# Omphalophana pallidior
Omphalophana pallidior là một loài bướm đêm trong họ Noctuidae.